# Massachusetts College of Art and Design
Il Massachusetts College of Art and Design, anche abbreviato MassArt, è una scuola d'arte di Boston, negli Stati Uniti d'America.

## Storia
Primo college pubblico d'arte indipendente del Massachusetts, il Massachusetts College of Art and Design venne fondato nel 1873. Nel febbraio del 2020 venne inaugurato il MassArt Art Museum (MAAM), collocato nel campus dell'università. Durante l'autunno del 2022 l'istituzione contava 1.833 studenti iscritti ai corso di laurea.